# Kraftwerk Tullnau

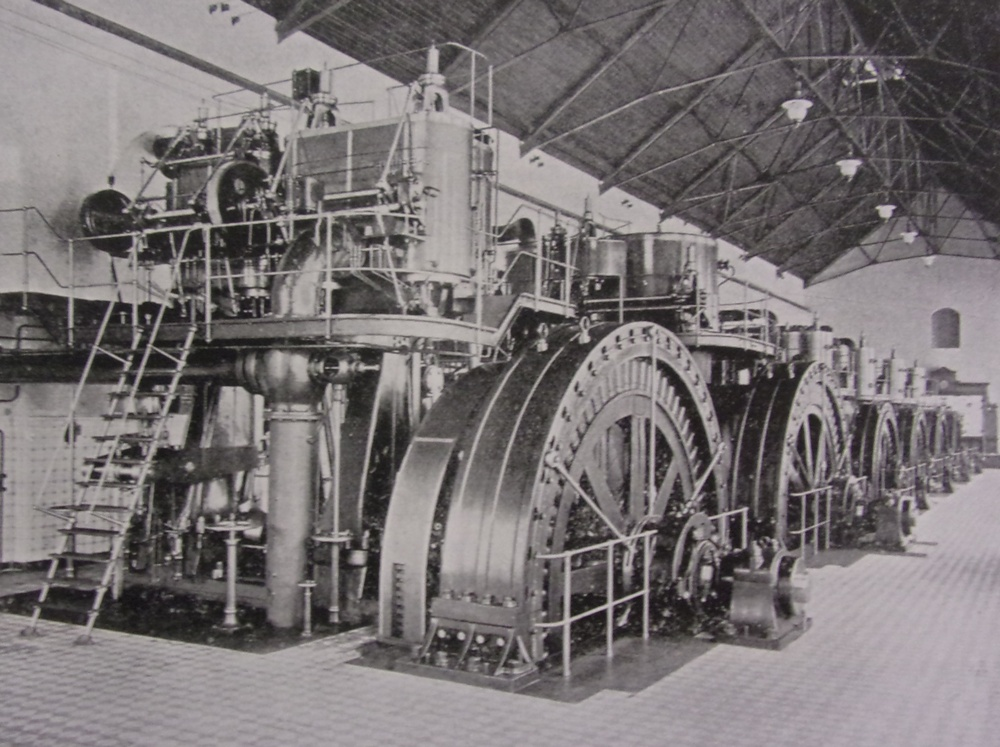
Das Maschinenhaus des Kraftwerks Tullnau 1899

Das Kraftwerk Tullnau war das erste Elektrizitätswerk in Nürnberg. Es wurde 1895 eröffnet und 1913 mit der Inbetriebnahme des Großkraftwerks Franken stillgelegt. Teile der Gebäude existieren noch heute.

## Geschichte
1882 hatte der Nürnberger Elektropionier Sigmund Schuckert am Josephsplatz und in der Kaiserstraße die erste dauerhafte elektrische Straßenbeleuchtung Deutschlands installiert.

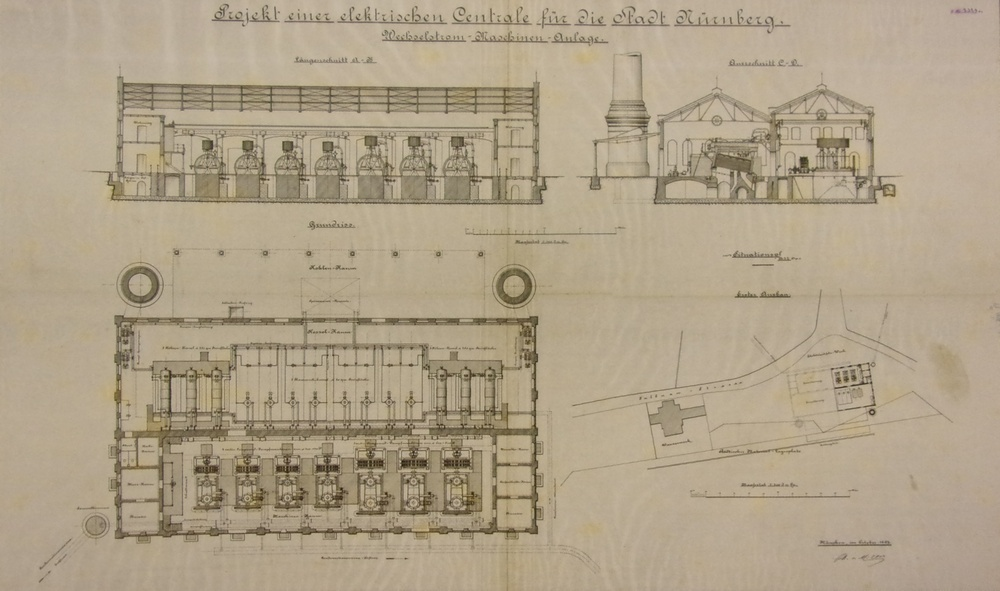
Grundriss des Kraftwerks aus dem Konzept Oskar von Millers von 1893. Spätere Erweiterungen waren bereits eingeplant.

1893 wurde Oskar von Miller mit der Erstellung eines Konzepts für eine öffentliche Stromversorgung beauftragt. Aus mehreren Varianten wählte der Stadtrat im Februar 1894 diejenige in der gerade neu entwickelten Wechselstromtechnik. Diese ermöglichte die Versorgung des gesamten damaligen Stadtgebietes aus einem zentralen Kraftwerk. Am 2. März 1895 erhielt die Firma Schuckert den Auftrag, und im März 1896 ging die Anlage in Betrieb. Die Baukosten betrugen 1,2 Millionen Mark. In den Folgejahren erforderte eine starke Steigerung der Nachfrage wiederholte Erweiterungen bis auf gut die vierfache Leistung.
Gleichzeitig errichtete die Nürnberg-Fürther Straßenbahn ein eigenes Elektrizitätswerk für die Fahrstromversorgung mit 500 V  Gleichstrom. Dieses Kraftwerk wurde von 480 kW bei der Inbetriebnahme 1896 bis auf 1220 kW im Jahre 1900 ausgebaut.

## Technik
Das Kraftwerk wurde mit Kohle betrieben. Der Standort Tullnau war gut geeignet, weil die Versorgung mit Kohle durch die benachbarten Bahnlinien gewährleistet war, genug Wasser zum Speisen der Dampfkessel zur Verfügung stand und Platz für spätere Erweiterungen war. Das Kraftwerk verfügte anfangs über drei Einphasenwechselstrommaschinen von Schuckert zu je 230 kW, also zusammen 690 kW. Die drei Dampfmaschinen von MAN leisteten je 500 PS. Das Netz wurde mit 2.000 V gespeist.

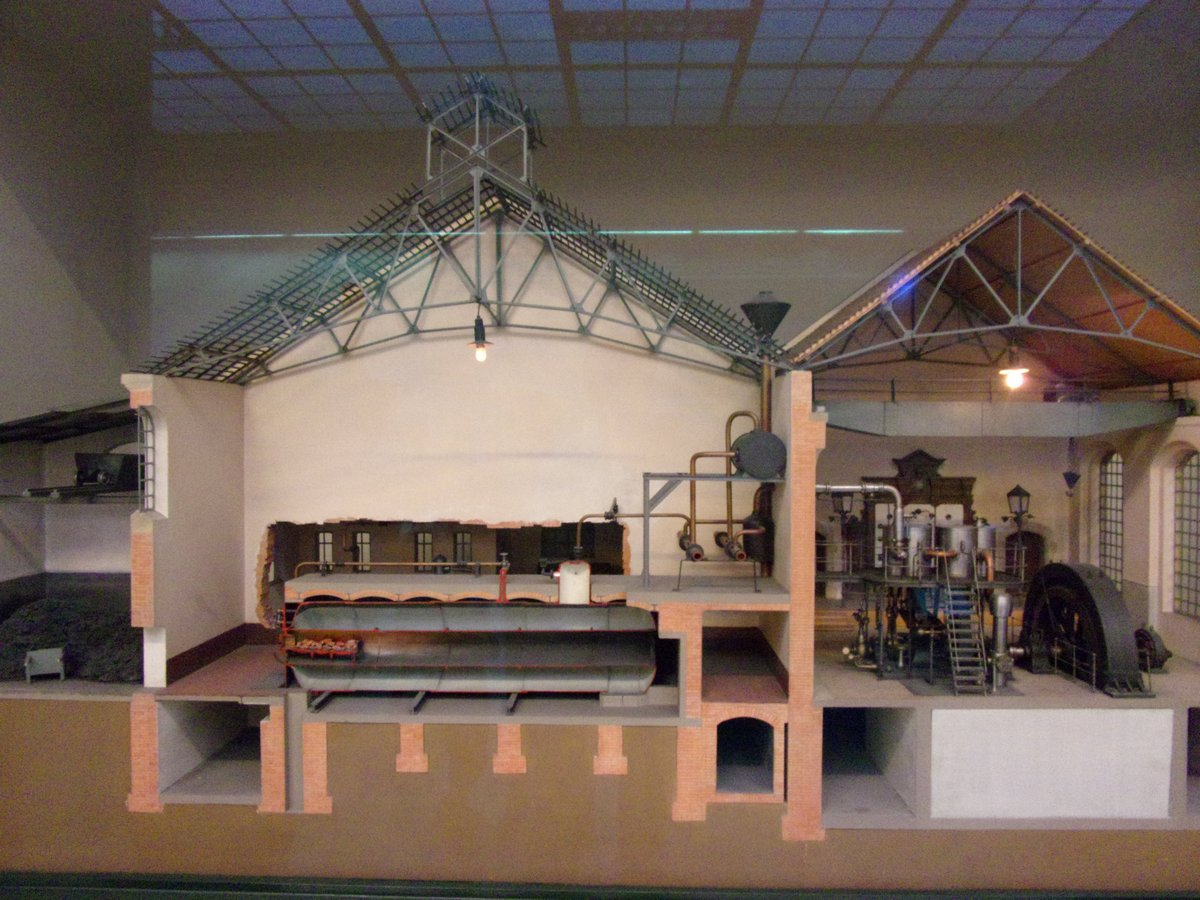
Schnittmodell im Deutschen Museum

Die Starkstromabteilung des Deutschen Museums in München stellt das Kraftwerk als Beispiel der frühen Wechselstrom-Elektrifizierung heraus. Ein Schnittmodell zeigt den Zustand zur Inbetriebnahme, eine Schautafel seine Geschichte und das Verteilnetz innerhalb Nürnbergs.
Bereits während der Bauzeit wurde ein vierter Maschinensatz bestellt, der die Leistung auf 920 kW steigerte. Ende 1896 waren bereits 1.102 Stromabnehmer angeschlossen, die 26.955 Glühlampen, 545 Bogenlampen und 123 Motoren betrieben. Durch weitere Ausbauten erreichte die Gesamtleistung schließlich 3.050 kW ab 1900.

## Stilllegung und Nachnutzung

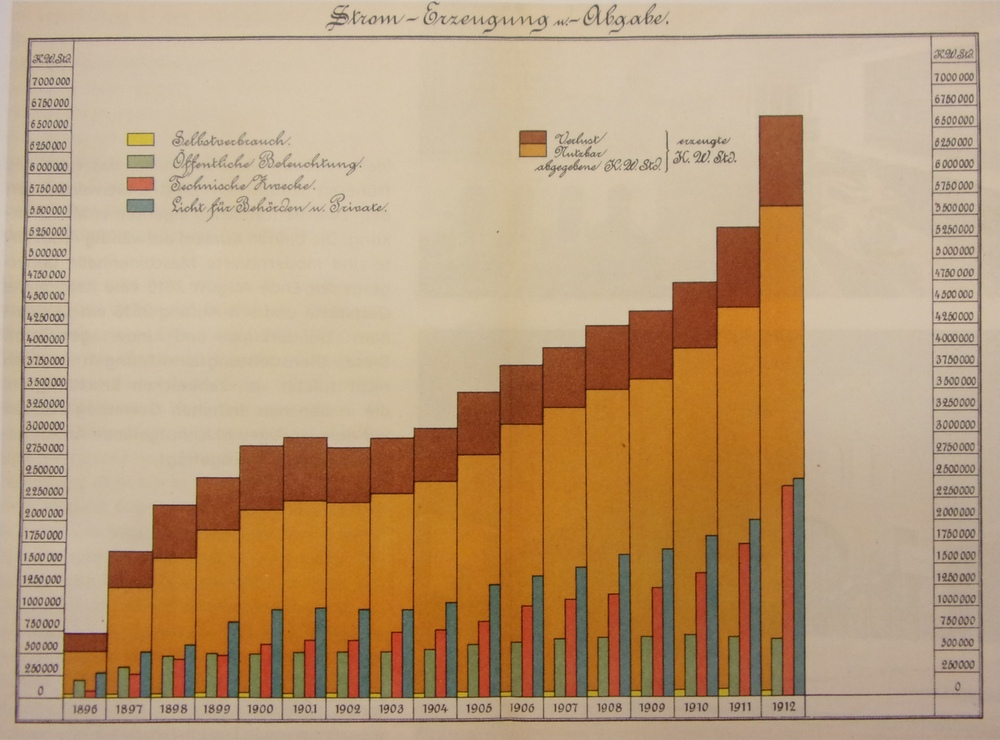
Entwicklung der Stromabnahme von 1896 bis 1912

Die beiden Nürnberger Kraftwerke konnten den weiter steigenden Bedarf schließlich nicht mehr decken. Deshalb gründeten die Stadt Nürnberg (mit 51 % der Aktien), Fürth (23 %) und die Elektrizitäts-Aktiengesellschaft vormals Schuckert & Co. (26 %) im Jahre 1911 die Großkraftwerk Franken AG. Nach der Inbetriebnahme von deren Kraftwerk in Gebersdorf am 19. April 1913 wurden die beiden Nürnberger Kraftwerke stillgelegt. Das neue Kraftwerk hatte nach der ersten Ausbaustufe 1914 mit über 24.000 kW genug Leistung, um weite Teile Mittelfrankens zentral zu versorgen.
Die Gebäude in der Tullnau wurden weiterhin von den Städtischen Werken Nürnberg für betriebliche Zwecke genutzt. Unter anderem befand sich hier das „Kabelmuseum“, eine technikgeschichtliche Sammlung, die mittlerweile an das Museum Industriekultur übergeben wurde.

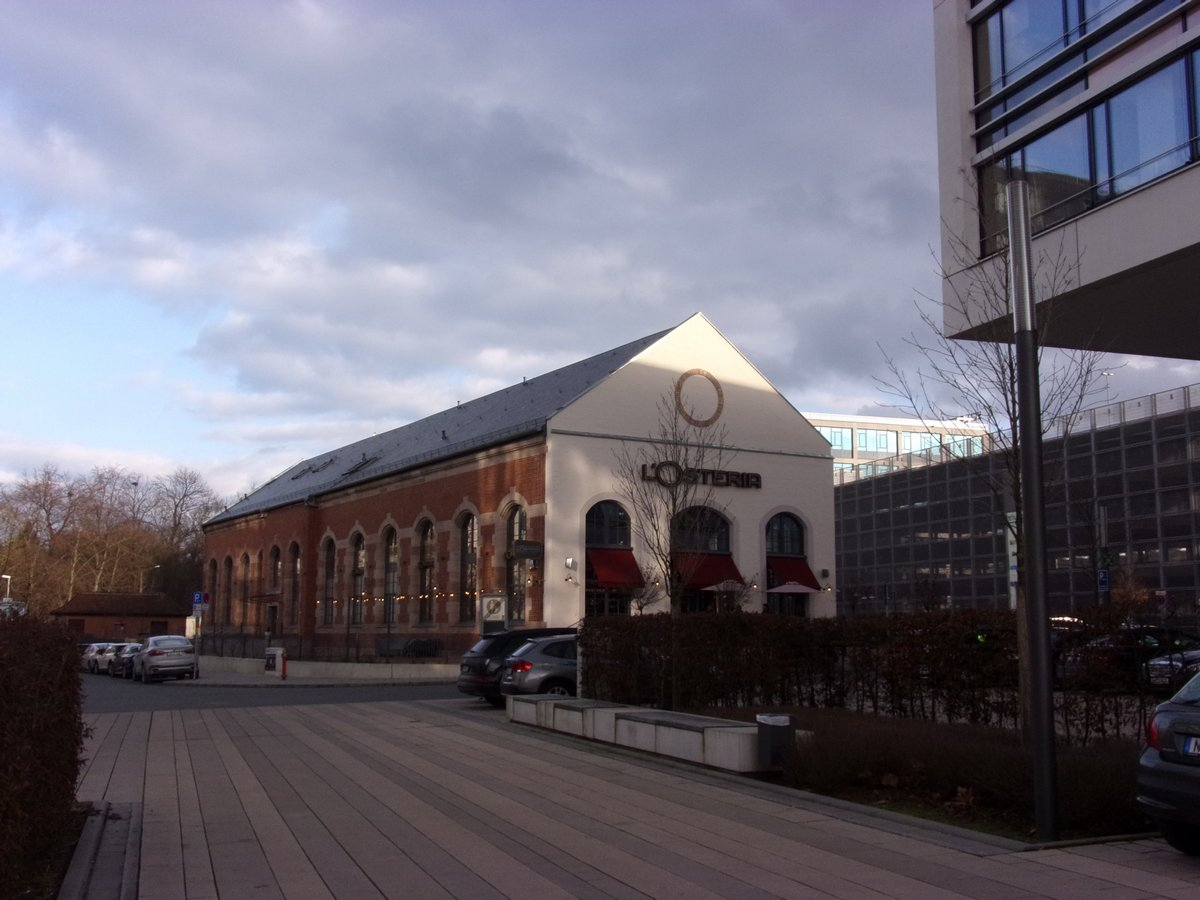
Zustand 2018. Die weißen Wände grenzten früher an den Kopfbau und an das Kesselhaus

Im Zuge der Entwicklung des Tullnau-Parks, bei der der benachbarte Milchhof trotz Denkmalschutz abgerissen wurde, hat der Investor Dibag auch das Elektrizitätswerk erworben. Die bis dahin baulich erhalten gebliebene Gesamtanlage eines frühen Elektrizitätswerks stand nicht unter Denkmalschutz. Kesselhaus, Kopfbau und Dienstwohngebäude wurden 2011 abgerissen, Nur die Dynamohalle blieb erhalten. Sie wurde saniert und für die heutige Nutzung durch einen Kindergarten umgebaut.